# نيآب آب كنارو (مقاطعة تشرام)
نيآب آب كنارو (بالفارسية: نیآب آب کنارو) هي قرية تقع في قسم تشرام الريفي (مقاطعة تشرام) في إيران. يقدر عدد سكانها بـ 0 نسمة بحسب إحصاء 2016.